# 蒋经国旧居 (杭州)
30°15′42.5″N 120°08′51.5″E / 30.261806°N 120.147639°E
蒋经国旧居坐落于浙江省杭州市西湖区石函路7号，临近断桥，是浙江省文物保护单位。抗日战争胜利后曾为蒋经国和蒋方良之居，与蒋介石和宋美龄所居之澄廬隔湖相望。

## 历史沿革
1920年代末屋舍由上海烟草商人王相恒购入地皮，当时为杭州最贵的地皮，价值8000到10000银元每亩。1931年落成，当时的门牌为“里西湖1号、2号”，后成为为汪精卫政府间谍头目李士群的宅邸，便于李士群利用和联络石函路1号的日本驻杭州领事馆。1947年依据《惩治汉奸条例》予以没收。
1947年蒋经国赴上海工作，居于上海逸村2号，安家杭州，时任杭州市市长周象贤将此别墅拨给蒋经国，当时门牌为“圣塘路152号”。期间主要由蒋方良同蒋孝文、蒋孝章居住。蒋孝文就读于蕙兰中学，蒋孝章就读于弘道女中。1948年11月蒋经国在上海经济管制失败后先移居杭州，两日后至宁波奉化溪口。
1949年以后，门牌先后曾为“北山路24号”、“北山路25路”，后改为如今的门牌“石函路7号”，产权归属于浙江省机关事务管理局，曾分配给鲁迅的学生黄源、数学家陈建功、琼崖革命武装和根据地创建人冯白驹。1955年曾作为浙江省委宣传部对昆剧《十五贯》的改编的策划地，1988-2004年间地下工作者王黎夫居住于此。2003年成为杭州市文物保护单位。
2015年起主楼外租于麦当劳作为经营场所，副楼为星巴克的经营场所，因改成商业场所引起过争议。蒋经国之孫蒋友柏表示无法认同“原来要开的是麦当劳”、“客户要的只是我提供先人的照片”，以“无法达成客户的期望”为由退出该建筑的企划过程。2017年成为浙江省文物保护单位。

## 建筑特征

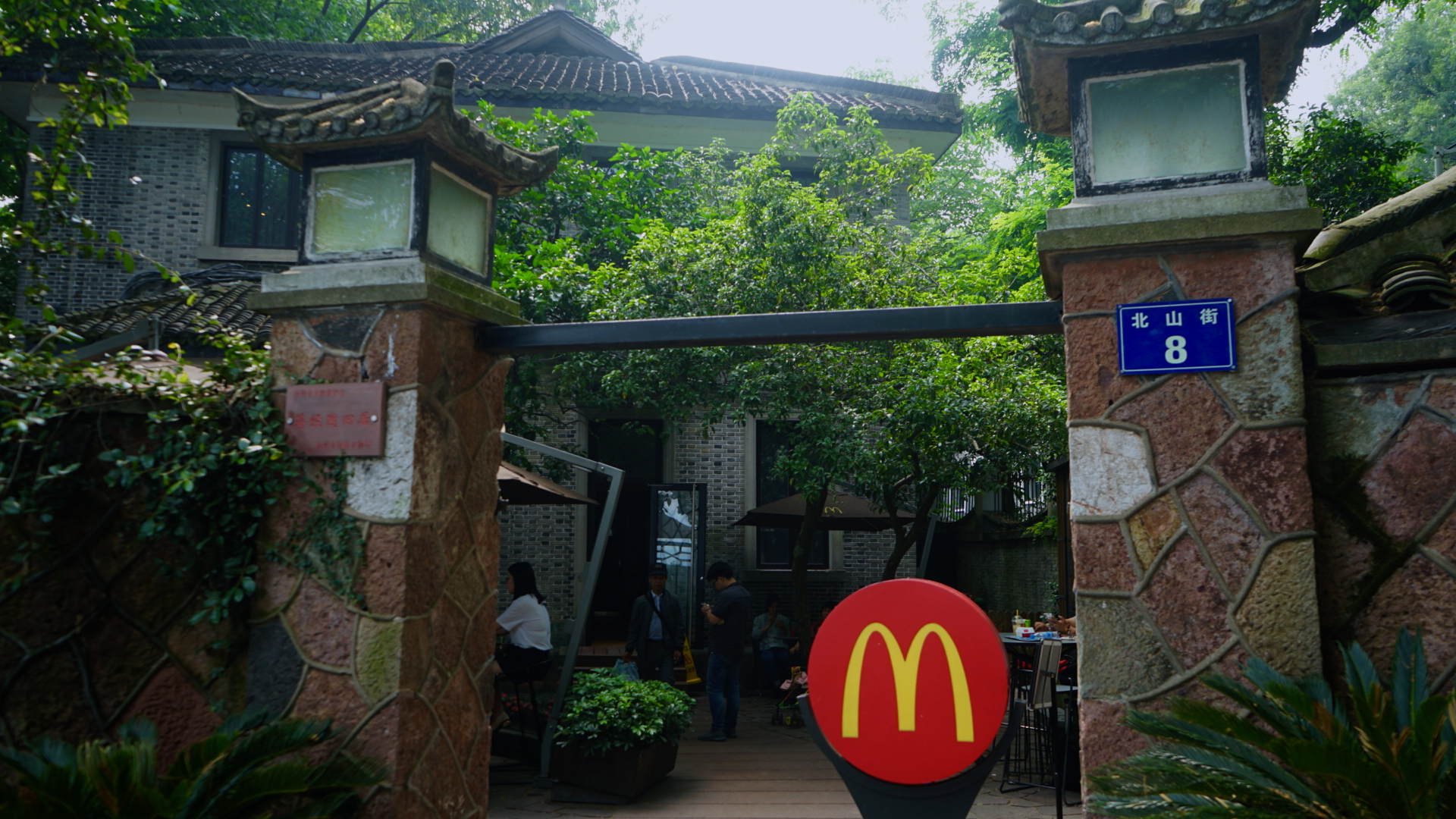
悬挂门牌和旧居标志的东侧门，门牌为北山街8号

建筑属两层砖木结构，正对里西湖，后靠宝石山，占地1333.3平方米。 主楼为西方风格，共计344平方米，14个房间。副楼为中式风格，共计207平方米，六七间房，与主楼以连廊相接。目前两栋楼之间已经被割断。
围墙以红褐色砖块垒成，主楼外墙以上海倪增茂青砖砌成，内部的过道则以长条柚木地板铺砌，墙壁以进口水泥勾缝，门窗以美国红松为用料，以水磨石子嵌铜条砌成地面。

## 争议事件
2015年1月14日，杭州市园林文物局官网公示浙江麦当劳餐厅食品有限公司要在北山街8号开设咖啡餐饮经营场所，点击浏览量仅百余但多为反对声音。1月26日进入环境评估公示阶段，《钱江晚报》推出整版报道引起热议。4月19日浙江新闻客户端爆料蒋友柏团队参与设计，后蒋友柏接受《联合报》采访否认。是年，星巴克和麦当劳先后入驻建筑内。